# Zischkowitz
Zischkowitz, obersorbisch Čěškecyⓘ, ist ein Ort im sächsischen Landkreis Bautzen, der zur Gemeinde Göda gehört. Es zählt zum offiziellen sorbischen Siedlungsgebiet in der Oberlausitz.

## Lage
Zischkowitz liegt ungefähr zehn Kilometer nordwestlich von Bautzen entfernt. Die Nachbarorte sind Paßditz und Liebon im Norden, Prischwitz im Osten und Pietzschwitz und Coblenz im Süden. Direkt nördlich des Dorfes fließt das Zischkowitzer Wasser. Südlich von Zischkowitz verläuft die Bundesautobahn 4 (Dresden–Görlitz).
Besonders charakteristisch für das Dorf sind vereinzelte Vierseithöfe. Die Form des Dorfs ähnelt einem rundweilerartigen Sackgassendorf mit Blockflur. Zischkowitz ist ca. 111 ha groß.

## Geschichte
| 1580 | 4 Hufner, 3 Häusler                       |
| 1777 | 5 Gärtner, 6 Häusler                      |
| 1834 | 54, davon 27 Katholiken                   |
| 1871 | 88                                        |
| 1890 | 73                                        |
| 1910 | 78                                        |
| 1925 | 65, davon 19 Katholiken und 46 Lutheraner |
| 1996 | 68                                        |
| 2006 | 60                                        |
| 2009 | 34                                        |
| 2011 | 29                                        |

Das Untertanenverzeichnis von 1612 dokumentierte den Freikauf von Dorfbewohnern von der Grundherrschaft der Landvogtei Bautzen, die unter den Schutz des Landvogts gestellt wurden, der fortan ihr Grundherr war.
Während des Siebenjährigen Krieges wurde die Gegend sowohl von preußischen als auch den k. u. k. Truppen heimgesucht. Nachdem die österreichischen Generäle Gideon Ernst von Laudon und Joseph von Zischkowitz am 28. Juni 1758 bei ihrem Hauptquartier am Roten Berg bei Gundersdorf eine preußische Abteilung geschlagen hatten, setzten sie ihre Truppen nach Südwesten in Bewegung, um den Vormarsch der Preußen auf Olmütz zu stoppen. Am 30. Juni 1758 konnten Laudon und Zischkowitz in der Schlacht bei Domstadtl den von Generalmajor Friedrich Wilhelm von der Mosel geführten preußischen Verpflegungstross mit 4000 Wagen für die Belagerung von Olmütz an sich bringen. Dies hatte zur Folge, dass die Preußen am 2. Juli 1758 die Belagerung der Stadt wegen Versorgungsproblemen aufgeben mussten. Bis zur Mitte des 19. Jahrhunderts blieb der Ort immer nach Sternberg untertänig.

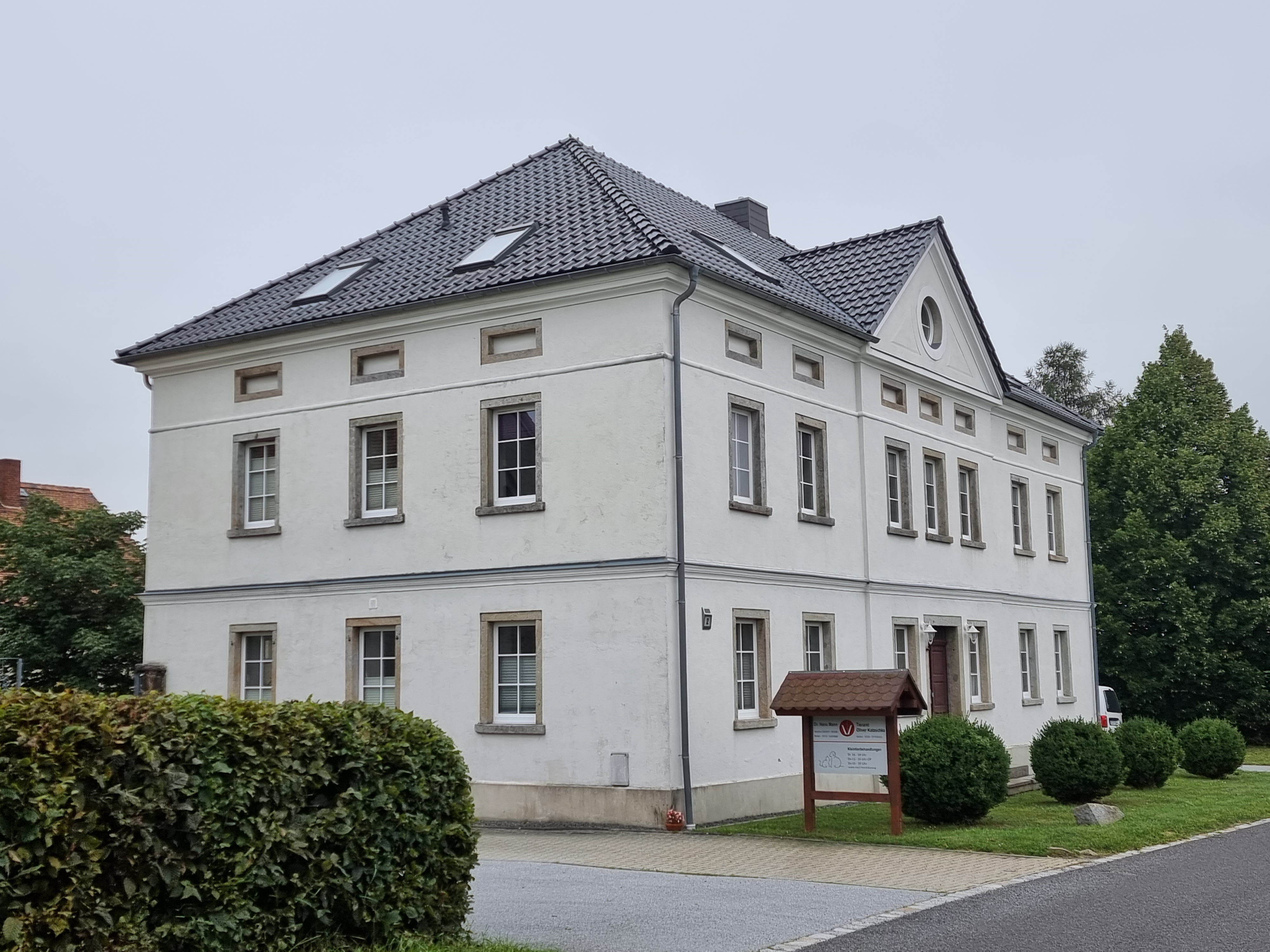
Zischkowitz Nr. 2, Geburtshaus von Jan Pětr Jordan

Im Jahr 1834 lebten 54 Menschen, von denen der Großteil Bauern waren. Der Ort wurde am 18. Januar 1872 fast vollständig niedergebrannt, aber im gleichen Jahr wieder aufgebaut. Die Bausubstanz des Hauses Nr. 2, wo der sorbische Wissenschaftler und Philosoph Jan Pětr Jordan geboren wurde, wurde saniert und ist bis heute erhalten.
Im Frühling 1868 wurde auf der Anhöhe zwischen Coblenz und Zischkowitz ein größerer Bronzewaffenfund gemacht.
Bis zum 1. April 1936 war Zischkowitz eine eigenständige Landgemeinde, danach wurde sie nach Coblenz eingemeindet. Der Ort lag im Kreis Bautzen, lediglich vom 25. Juli bis zum 4. Dezember 1952 lag der Ort im Kreis Kamenz. Durch das Sächsische Gesetz- und Verordnungsblatt (SächsGVB) wurde im Zuge der ersten Kreisgebietsreform Zischkowitz am 1. März 1994 in die Gemeinde Göda eingemeindet.
Im Jahr 1998 wurde zur Wiederherstellung einer rund 16 Hektar großen Biotopverbundstruktur im Bereich des Fließgewässersystems „Hoyerswerdaer Schwarzwasser“ mit dem „Langen Wasser“ und dem „Zischkowitzer Wasser“ beginnend an der Fehrmannmühle unterhalb Coblenz bis zur Ortslage Prischwitz eine Fließgewässerrenaturierung durchgeführt. Diese Maßnahme diente zum Ausgleich und Ersatz für eine straßenbaubedingte Versiegelung und damit wollte man auch Störungen und Biotopverluste entgegenwirken.

### Sprache
Nach der Statistik von Arnošt Muka waren im Jahr 1884 von insgesamt 72 Einwohnern 69 Sorben. 1956 hatte die Gemeinde Coblenz, zu der Zischkowitz seit 1936 gehörte, noch einen sorbischsprachigen Bevölkerungsanteil von 35,2 %.

## Persönlichkeiten
- Jan Pětr Jordan (1818–1891), sorbischer Wissenschaftler und Philosoph